# كارلوس توريس (لاعب كرة قاعدة)
كارلوس توريس (بالإنجليزية: Carlos Torres)‏ هو لاعب كرة قاعدة أمريكي، ولد في 22 أكتوبر 1982 في سانتا كروز في الولايات المتحدة.

## وصلات خارجية
- كارلوس توريس على موقع دوري كرة القاعدة الرئيسي (الإنجليزية)
- كارلوس توريس على موقع الدوري الياباني لكرة القاعدة (الإنجليزية)
- كارلوس توريس على موقعبيزبول رفرنس.كوم (الدوري الرئيسي) (الإنجليزية)
- كارلوس توريس على موقعبيزبول رفرنس.كوم (الدوري الثانوي) (الإنجليزية)
- كارلوس توريس على موقع إي إس بي إن.كوم (أم.أل.بي) (الإنجليزية)
- كارلوس توريس على موقع مشجعي الرسوم البيانية (الإنجليزية)